# Makedonsko devojče 2
Makedonsko Devojče 2 (título original en macedonio con alfabeto cirílico: Македонско девојче 2, traducido al español como Niña Macedonia 2) es el octavo álbum de estudio de la cantante macedonia Karolina Gočeva, publicado el 25 de febrero de 2014. Avalon Production se encargó de la venta del álbum en la República de Macedonia, mientras que la compañía discográfica Dallas Records hizo lo propio, en abril de 2015, en los países que antiguamente formaron parte de Yugoslavia. El disco está conformado por ocho canciones originales escritas por Valentin Soklevski y Vesna Malinova. Nikola Micevski y Dejan Momirovski fueron responsables del arreglo musical y la producción. El álbum también incluye dos versiones, la primera de una canción macedonia tradicional y la otra de una canción originalmente interpretada por el cantante macedonio Pepi Baftiroski. Gočeva decidió grabar el álbum tras el éxito crítico y comercial de su proyecto anterior, Makedonsko Devojče (2008), basado en la música tradicional de Macedonia.
El proyecto se alargó por dos años debido a que el equipo que trabajaba en él buscó mejorarlo tanto como fuera posible. Según Gočeva y el productor Micevski, la familiaridad entre los miembros del equipo ayudó a establecer la correcta dirección musical por el álbum. Musicalmente, Makedonsko devojče 2 es parecido a su predecesor; las canciones están caracterizadas por elementos folclóricos de la música macedonia, pero están adaptados a un estilo moderno y contemporáneo, pues incluye elementos de la música pop y jazz. Las letras describen estados de tristeza, alegría, amor y nostalgia experimentados por una mujer. Las canciones fueron escritas y compuestas para Gočeva y su amplio rango vocal y versatilidad musical. Todas las canciones del álbum fueron grabadas sin coristas.
El álbum tuvo un éxito grande con el público y la crítica musical de Macedonia. También fue un éxito comercial y llegó a ser el álbum más vendido del 2014 en Macedonia. Se publicaron tres sencillos de Makedonsko Devojče 2: la canción «Čalgiska», el 6 de diciembre de 2013, «Dve liri (ne ni bilo pišano)» en enero de 2014 y «Koj da mi zapee» en abril de 2015, que fue enviada a estaciones de radio en Macedonia y otros países que formaron parte de Yugoslavia. Para promover el álbum, Gočeva dio múltiples conciertos en su país. La mayoría fueron grabados y transmitidos en diversos programas de televisión en Macedonia. Además, se publicaron en los perfiles de redes sociales de la cantante y en la plataforma YouTube. En 2015, el álbum también se promocionó en Serbia.

## Antecedentes
En 2008, Gočeva lanzó su álbum Makedonsko Devojče en colaboración con el compositor Zlatko Origjanski. La obra contiene elementos de la música tradicional de Macedonia y representó un cambio en el estilo musical de la cantante. Según Gočeva, el álbum le sirvió como un trabajo experimental para definir si podría grabar exitosamente ese estilo de música. Makedonsko Devojče resultó ser un gran éxito comercial y entre la crítica. Además, fue el álbum más vendido en su país el año de su lanzamiento y recibió el premio al Mejor Álbum de Música Global en el festival Sunčane Skale de 2008 en Montenegro. Su popularidad entre el público macedonio se mantuvo durante algunos años con posterioridad a su lanzamiento.
Después de que su público le demandara continuar grabando canciones similares, Gočeva decidió grabar un segundo álbum en la misma dirección musical. Makedonsko Devojče 2 es sucesor de la obra lanzada en 2008 e incluye canciones compuestas de forma similar a las de la música folclórica macedonia. Gočeva reveló sus planes de grabar el disco por vez primera en una entrevista con la revista Naš Svet en mayo de 2012. En ella confirmó que había comenzado la selección de las canciones a incluir en la segunda edición de su proyecto Makedonsko Devojče. En las etapas iniciales de su desarrollo, Makedonsko Devojče 2 fungió únicamente como un título provisional. No obstante, más tarde pasó a ser su nombre oficial para enfatizar que su estilo musical sería el mismo que el de Makedonsko Devojče (2008).
Un equipo de músicos macedonios fue el responsable de la instrumentalización y el arreglo musical de las canciones del álbum. Algunos de los más influyentes fueron Olver Josifoski, del grupo musical Ljubojna, Zoran Kostadinovski del Kabadajas, Boško Mangarovski del Chalgija Sound System y Goce Uzunski del Synthesis. El disco contiene ocho canciones originales escritas y compuestas por Nikola Micevski, Valentin Soklevski y Vesna Malinova. Sus creadores buscaron escribirlas especialmente para Gočeva, por lo que trataron de acoplarse a su rango vocal y adaptable capacidad musical, que puede variar entre estilos musicales. También se incluyeron dos versiones, una de la canción macedonia tradicional «Te vidov i se zaljubiv» y otra de «Ako zgrešam neka izgoram», originalmente interpretada por Pepi Baftiroski y escrita por Mile y Gjorgji Barbarovski.

## Grabación y desarrollo
Los trabajos en el álbum se prolongaron por dos años, debido a que el equipo encargado de él prestó atención a los detalles y buscó grabar la mejor versión posible del material, al mismo tiempo que mantenían un avance lento. Los quehaceres comenzaron en 2012. Luego de que se escribieran las canciones, Micevski grabó maquetas y se las envió a Gočeva. Después de escucharlas, comenzó un proceso de selección, eligiendo las que consideraba más adecuadas. Gočeva decidió grabar e incluir diez canciones en su nuevo álbum. Makedonsko Devojče 2 se grabó en el estudio XL de Dejan Momirovski, en Skopje. En una entrevista con el portal IdiVidi, Gočeva explicó que el equipo que trabajaba en el disco estaba compuesto por profesionales conocidos desde tiempo atrás, razón por la que el trabajo con ellos era más fácil, agradable y en una «atmósfera excelente». La colaboración de tiempo atrás y las experiencias previas compartidas fungieron como una lección para alcanzar la perfección, incrementando la confianza de Gočeva y determinándola a tomar una dirección específica con el álbum. En febrero de 2014, en una entrevista con el programa de televisión Carpe diem, del canal Alsat-M, Gočeva llamó al álbum su mejor trabajo publicado hasta ese momento. La madurez que obtuvo a lo largo de su carrera funcionó como una inspiración para «modernizar lo tradicional»; Gočeva aseguró que el folclore macedonio es algo que existe en la sangre del pueblo macedonio y agregó que el álbum no estaba caracterizado por las típicas canciones tradicionales, sino por canciones inspiradas en ese tipo de música. A través de las nuevas canciones, permitió que su actuación musical resaltara y dejara una contribución a largo plazo en la música contemporánea de Macedonia. La cantante también reconoció que la música que grabó para el álbum no era popular a una escala mundial, pero destacó que el sonido era más auténtico de Macedonia en comparación con otros géneros populares en el mundo, tales como el hip hop, el pop y el rhythm and blues.
Micevski, el productor del álbum, fue también una de las personas que había tenido una relación profesional tiempo atrás con la cantante y contribuyó con el arreglo de las canciones incluidas en Makedonsko Devojče (2008). Inició sus relaciones profesionales con Gočeva cuando se unió a la banda que acompañaba a la cantante durante sus conciertos. Aseguró que debido al entendimiento mutuo, el proceso de establecer la dirección musical del álbum pasó sin dificultades, pero progresó lentamente dada su intención de crear un material de alta calidad. En una entrevista con el periódico Republika, Micevski declaró que su trabajo en Makedonsko Devojče 2 representó tanto una presión, como una responsabilidad. Además explicó que, con el álbum, se requería crear algo que se asemejara con el primer proyecto, pero que no fuera idéntico y que se mantuviera en el mismo nivel de calidad o incluso superior. Agregó que «Para mí, esto representa un gran reto y quizá una oportunidad en la vida de expresarme diferente, de forma excepcional, con una marca diferente y con todo mi conocimiento y espíritu. Fue un placer adicional trabajar con mi cercano amigo y colaborador Dejan Momirovski [...] Al final, todos logramos hacer lo que teníamos en mente». Micevski también reveló que las canciones incluidas en el álbum fueron creadas originalmente para Gočeva, adaptadas para sus capacidades vocales y madurez musical y agregó que ella es una «intérprete mundial» y una persona que puede cantar en varios estilo: «Ella simplemente puede encontrar su camino en cualquier lugar y lo hace en un nivel muy alto. La marca que el material de 'Makedonsko Devojče 1 y 2' dejó es realmente única, un estilo original de interpretación que deja huella en la historia de la música vocal-instrumental de Macedonia».

## Composición y letras
Según Gočeva, el álbum contiene elementos de etno jazz en adición a los elementos prominentes de la música folk de Macedonia. Los críticos también notaron elementos de pop y jazz en algunas de las canciones y añadieron que representan una internacionalización del sonido de la música macedonia tradicional. Las letras hablan de varios temas y expresan estados de alegría, tristeza, amor y anhelo de una protagonista madura y femenina. Instrumentalmente, las canciones en Makedonsko Devojče 2 contienen los siguientes instrumentos: clarinete, bajo, cuerna, guitarra acústica, violín, qanun, saxofón y percusión.
La primera canción del álbum es «Koj da mi zapee» (en español: Quién me va a cantar); dura siete minutos y contiene letras que expresan la tristeza y el estado difícil de una mujer melosa que ha acabado de perder su enamorado quien le cantaba canciones durante el tiempo que los dos fueron juntos.  El título de la canción y la letra «Žedna sum, žedna za poj»(español: Tengo sed, tengo sed por una canción) y «[E]h što mi beše srceto živo, eh što si imav so nego život» (español:Ay que vivo era mi corazón, ay que vida tenía con él) ilustran los sentimientos de anhelo, necesidad por amor y tristeza de su perdida juventud. El periodista Bečković la describió como «un clásico en la nueva čalgija macedonia». La segunda canción del álbum es «Čalgija» característica por su letra que contiene rima y los elementos prominentes de čalgija, un género músico típico de Macedonia. «Vezi, vezi» (español: Cose, cose), es la tercera canción de Makedonsko Devojče 2 y es una elegia por los trabajadores migrantes. «Sakam da ne te sakam» (español: Quiero no quererte) habla de un amoroso infiel y representa la posición de la protagonista femenina que fue estafada. Ella se le dedica la canción para que entienda quien fue «que lo amaba sinceramente». «Smej mi se, smej» (español: Sonrie a mie, sonrie) es caracterizada por los elementos de música jazz como por los del čalgija.
«Dve liri (ne ni bilo pišano)» (español: Dos liras (no era escrito para nosotros)) contiene texto de una mujer para su amoroso del pasado. Representa una canción dejada de una abuela a su nieta como la canción de su boda. A pesar de que la abuela ha fallecido sin tener la oportunidad de escuchar la canción en la boda de su nieta, la nieta, es decir, la protagonista de la canción, cumple su deseo y utiliza dos liras para ordenar la canción de la abuela de la banda que esta tocando en la boda de su exnovio donde ella es presente solo como invitada. «Ke pijam ljubov do kraj» (español: Beberé amor hasta el fin) tiene letras de alegría y según Bečković, es musicalmente semejante al ritmo típico de la bossa nova debido al hecho que Gočeva es acompañada de cuernos y contrabajo. En la canción, la protagonista canta de un beso flameante. La canción «Son» (español: Sueño) contiene una atmósfera que parece a un cuento. Las letras describen la belleza que desaparece cuando abrimos los ojos y miramos que la vida real es diferente de un sueño, como es descrito en las letras «Pusta ostana želba nevina, son si mina i ti si zamina... Ne znam koj e kriv, Bože daj mi zdiv» (español: Mi deseo inocente quedó incumplido, mi sueño desapareció y tú te fuiste... No sé quien tiene la culpa, ay Dios dame soplo). Las versiones de «Te vidov i se zaljubiv» (español: Te vi y me enamoré) y «Ako zgrešam neka izgoram» (español: Que me quema si hago un error) son caracterizadas de arreglos significativamente diferentes de las versiones originales y rítmicamente en acuerdo con la atmósfera musical del álbum.

## Lanzamiento y promoción
En el 24 de febrero de 2014, un video de seis minutos conteniendo cortos extractos de todos los canciones del álbum fue subido al canal oficial de Gočeva en YouTube. El día siguiente, el álbum fue lanzado en todos los mercados más grandes en Macedonia. Todas las canciones del álbum también fueron disponibles a la plataforma Spotify y cada canción fue separadamente publicada con un video de letra en el perfil de Gočeva's en YouTube en los últimos días de febrero y el comienzo de marzo. En 16 de abril de 2014, el álbum fue disponible para descargarse digitalmente alrededor del mundo con iTunes Store. En 26 de abril de 2015, el álbum fue lanzado en todos los países de ex-Yugoslavia (Serbia, Croacia, Montenegro, Bosnia y Herzegovina y Slovenia) a través de la compañía discográfica croata Dallas records. Fue uno de los primeros proyectos en macedonio lanzado en los países de ex-Yugoslavia después de un largo periodo.

### Actuaciones en vivo en Macedonia

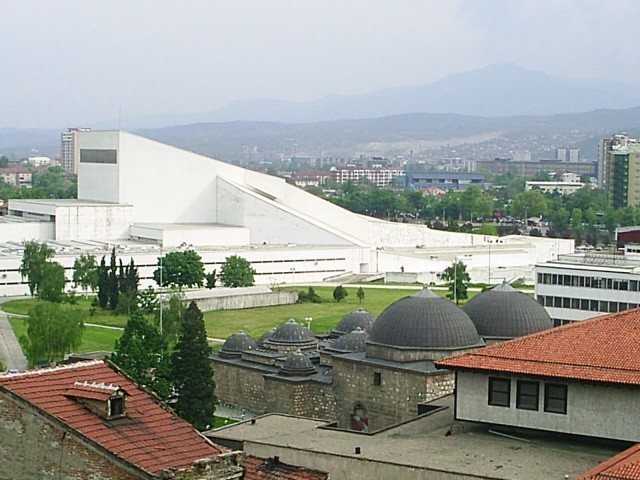
Una imagen del edificio de la opera y ballet de Macedonia en Skopje donde Gočeva tuvo cinco conciertos consecutivos para promover Makedonsko Devojče 2

En el periodo desde el 20 hasta el 24 de febrero, Gočeva tuvo cinco conciertos en el edificio de la opera y ballet de Macedonia donde cantaba las canciones de Makedonsko Devojče 2 en vivo por primera vez. La gente que fue a ver los conciertos figuró entre los primeros que obtuvieron ejemplares del álbum junto con las entradas que salieron a la venta el 9 de diciembre de 2013. En 2014, se vendieron 15.000 entradas poara los conciertos de Gočeva en Skopje. En enero de 2014, se celebró una fiesta de audición en la discoteca XO en Skopje, donde Gočeva también estuvo presente; el evento representó el primero en Macedonia de este tipo; y según Gočeva, la inspiración vino de una tendencia similar ya existente en el mundo por la que el artista y el equipo que está trabajando en el álbum escuchan la versión final junto con un grupo de aficionados y periodistas musicales.
En 17 de febrero de 2014, Gočeva apareció en el evento MRT za Najdobrite (MRT para los Mejores) que representaba una celebración de la existencia del radio y de la televisión macedonia. En el programa, ella cantó la canción "Dve liri (ne ni bilo pišano)" y fue vestida de ropa macedonia tradicional. En 21 de marzo de 2014, Radio Television Macedonia (MRT) estrenó una actuación entera de la cantante grabada durante los conciertos de promoción para Makedonsko Devojče 2. El 12 de noviembre, el mismo año, Gočeva cantó "Koj da mi zapee" en Skopje Fest a la Sala Universal y una grabación oficial de la actuación fue subida en su canal de YouTube dos días después. El 13 de diciembre de 2014, en el Centro Deportivo Boris Trajkovski en Skopje, Gočeva tuvo un concierto más organizado por Avalon Production. En el concierto, junto con las entradas, los asistentes también recibieron un DVD donde se pueden encontrar grabaciones de los conciertos en Skopje.
Durante el verano da 2015, Gočeva empezó una gira promocional por los álbumes del proyecto Makedonsko Devojče. Los conciertos fueron en Bitola en Heraclea Lyncestis el 23 de julio, en Ohrid en el teatro antiguo de la ciudad el 24 de julio y en Dojran en el parque de la ciudad el 2 de agosto. La cantante también tuvo una actuación en Prilep en el festival Pivo Fest el 15 de julio de 2016, donde cantó numerosas canciones del álbum. En 2015, Gočeva explicó durante una entrevista que cantar en los conciertos promocionales para Makedonsko Devojče 2 fue un desafío para ella debido al grande esfuerzo vocal que tenía que investir y la falta de coristas durante las actuaciones en vivo. También reveló que un grupo de diez músicos fue específicamente conjuntado para estrenar la música en vivo; consistía de algunos músicos académicos de Macedonia que la acompañaban en el escenario.

### Promoción en Serbia
En 2015, Gočeva empezó a promocionar el álbum en Serbia. El 29 de mayo apareció en la sexta temporada del programa Veče sa Ivanom Ivanovićem, donde fue entrevistada y después cantó "Koj da mi zapee" y "Smej mi se smej" del álbum así como "Begaj, begaj", una nueva canción lanzada después del álbum. Según Nielsen, el episodio en el que apareció fue visto por alrededor de un millón de espectadores en Serbia. El 8 de junio, Gočeva apareció en la cuarta semana del show de talento X Factor Adria y cantó "Koj da mi zapee". El 11 de julio cantó en el festival Exit Festival en Novi Sad con canciones de Makedonsko Devojče 1 y Makedonsko Devojče 2. A principios  de noviembre, la cantante apareció en las noticias en el canal serbio N1 y en el programa Dobro Jutro - Jovana & Srdjan en RTV Pink, donde dio una entrevista hablando del álbum y de sus conciertos futuros en Belgrado. El 7 de noviembre, dio un concierto en Ilija M. Kolarac Zaduzbina en Belgrado donde presentó al público serbio las canciones de ambos álbumes. Gočeva fue acompañada por Nikola Micevski al piano y acordeón, Blagojče Trajkovski al clarinete, Blagoja Antovski a la  percusión, Zoran Kostadinovski y Vladimir Čadikovski a la guitarra, Vladimir Krstev al violín, Martin Josifovski al bajo y Džambo Agušev como invitado especial en la sección de viento. El 14 de febrero de 2017, la actuación de la cantante en el programa Tri boje zvuka fue transmitida en el canal Radio Television de Serbia; Gočeva cantó tres de las canciones del álbum, "Koj da mi zapee", "Smej mi se smej" y "Ke pijam ljubov do kraj". El 26 de junio de 2015, también promocionó el álbum con un concierto en Balkan Boemi Festival en Bansko, Bulgaria.

### Sencillos

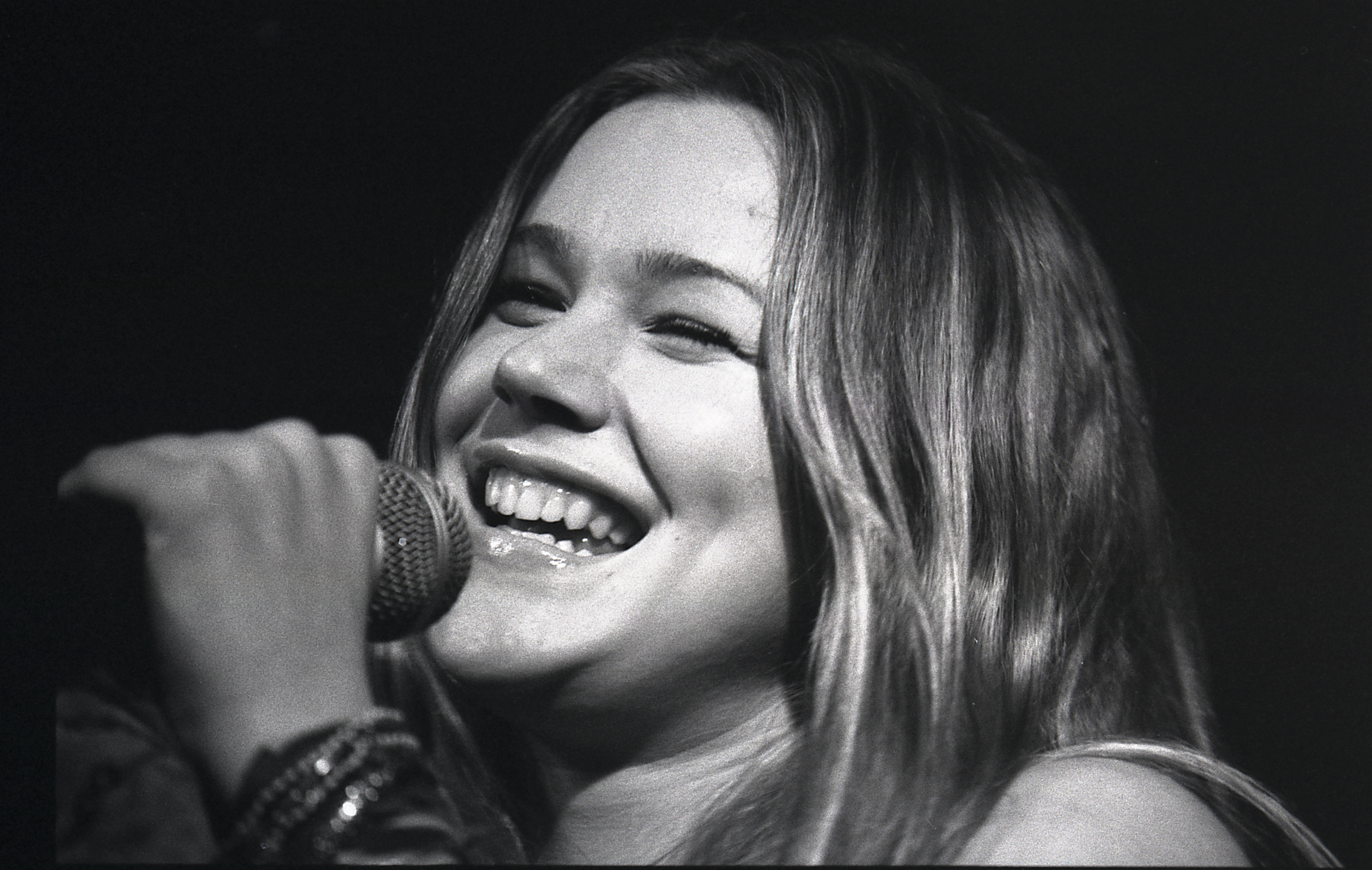
La cantante inglesa Joss Stone (mostrada en la imagen) grabó una versión de "Koj da mi zapee" junto con Gočeva en 2016 durante su visita en Skopje, Macedonia.

La canción "Čalgiska" fue lanzada como el primer sencillo del álbum. Fue publicada por primera vez el 6 de diciembre en el perfil oficial de la cantante en Facebook y en el perfil de Avalon Production. "Dve liri (ne ni bilo pišano)" también fue lanzada como sencillo en Macedonia y fue publicada por primera vez el 13 de enero de 2014. El vídeo de la letra de la canción es el más visto de la página de YouTube de la cantante, con más de 4 millones de visitas en 2017. La canción "Koj da mi zapee" fue lanzada como sencillo en abril de 2015, cuando fue enviada a diferentes estaciones de radio en varios ciudades en Macedonia y los otros países de ex-Yugoslavia.
En octubre de 2016, la cantante inglesa Joss Stone contactó con Avalon Production para preguntarles si podría cantar "Koj da mi zapee" junto con Gočeva en un parque en Skopje. La idea de la actuación vino de una serie de vídeos que Stone grabó durante sus visitas en varios países como parte de su gira mundial Total World Tour que empezó en 2014. Antes de visitar los países donde iba a tener un concierto, Stone utilizó YouTube para averiguar qué tipo de canciones son más representativas y populares allí y después eligió su favorita entre ellas. En Skopje, Stone vino con la letra y los arreglos vocales preparados previamente para poder transmitir su especificidad a la melodía. Un vídeo profesional de la actuación fue publicado en los perfiles de Stone y Gočeva en YouTube el 18 de octubre de 2016. El vídeo empieza con Gočeva explicándole a Stone el significado tras las palabras de la canción; después, las dos la cantan acompañadas de músicos.

## Lista de canciones
| N.º | Título                         | Escritor(es)       | Duración |  |
| 1.  | «Кoj da mi zapee»              | Vesna Malinova     | 7:06     |  |
| 2.  | «Čalgiska»                     | Valentin Soklevski | 4:05     |  |
| 3.  | «Vezi, vezi»                   | Soklevski          | 4:27     |  |
| 4.  | «Sakam da ne te sakam»         | Soklevski          | 4:38     |  |
| 5.  | «Smej mi se smej»              | Malinova           | 3:59     |  |
| 6.  | «Dve liri (ne ni bilo pišano)» | Soklevski          | 4:29     |  |
| 7.  | «Ke pijam ljubov do kraj»      | Soklevski          | 4:38     |  |
| 8.  | «Son»                          | Soklevski          | 4:36     |  |
| 9.  | «Te vidov i se zaljubiv»       | N/A                | 5:28     |  |
| 10. | «Ako zgrešam neka izgoram»     | Mile Barbarovski   | 5:09     |  |

Notas
- Nikola Micevski fue responsable por la música y el arreglo de todas las canciones en el álbum.
- Dejan Momirovski fue el productor de todas lac canciones encontradas en el álbum.

Observaciones
- Por la canción "Te vidov i se zaljubiv" no hay información sobre los escritores porque se trata de una canción tradicional.[12]
- "Ako zgrešam neka izgoram" es una versión de una canción originalmente grabada por el músico Pepi Baftiroski y es cantada en su honor después de su muerte.[12]

## Créditos y personal
Créditos adaptados del folleto del álbum.
- Nikola Micevski – arreglo, acordeón, teclados, producción musical
- Blagojče Trajkovski – clarinete
- Oliver Josifovski – contrabajo
- Nina Gavrovska – diseño
- Blagoja Antovski – tambores
- Zoran Kostadinovski – guitarra
- Goce Uzinski – instrumentos
- Zoran Risteski – instrumentos
- Boško Mangarovski – qanun
- Vasil Sokoleski – letra (canciones: 2, 3, 4, 6, 7, 8)
- Nikola Micevski – música (canciones: 1 hasta 8)
- Caci Pakovska – fotografía
- Darko Moraitov – fotografía
- Filip Nikolovski – fotografía
- Dejan Momirovski – producción musical
- Stefan Tasevski – saxofón sopranino
- Boban Milošeski – supervisión
- Daniel Milošeski – supervisión
- Džambo Agušev – trompeta
- Vlatko Krstev – violín